# Ars Moriendi

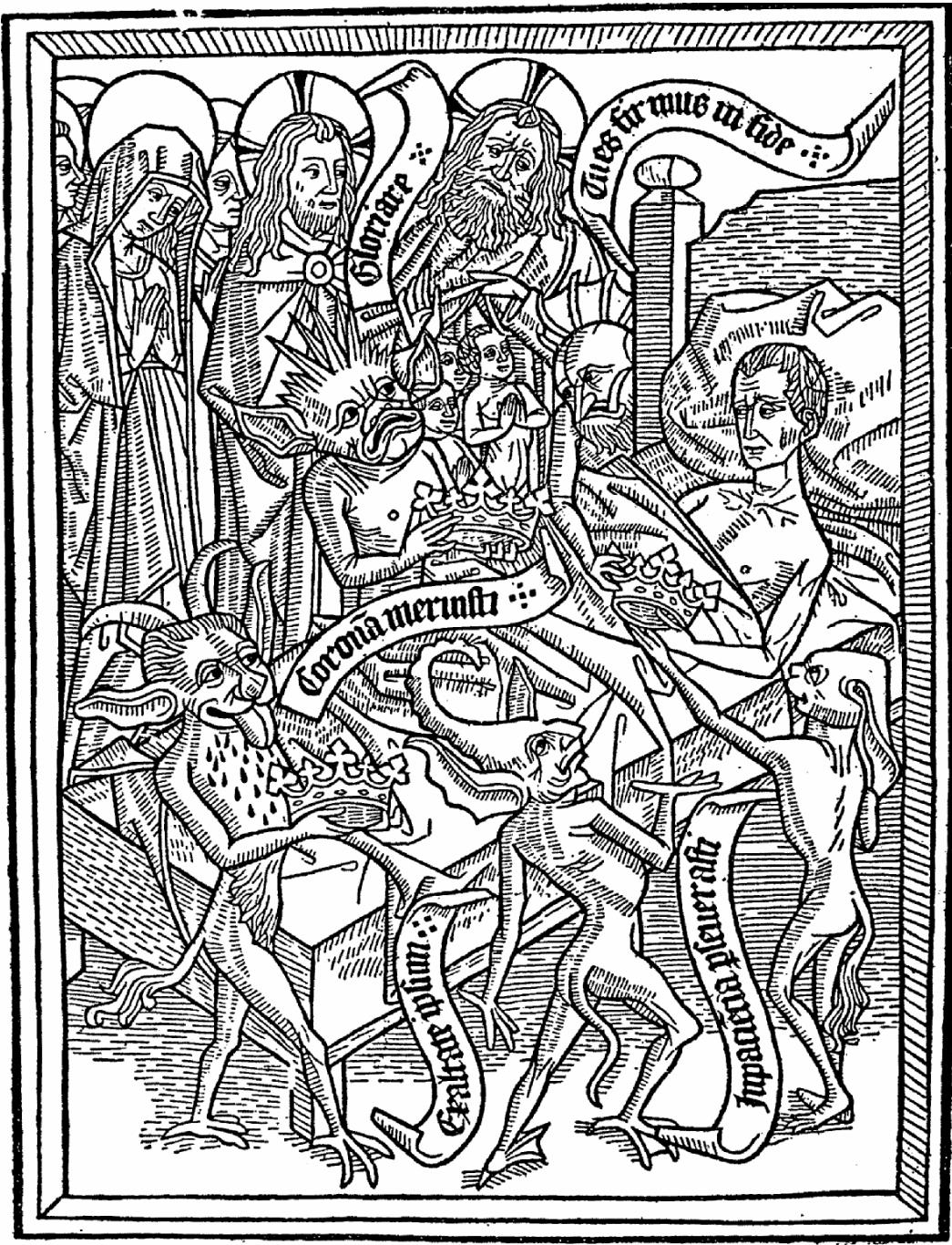
O Orgulho é uma das cinco tentações do homem moribundo, segundo o Ars moriendi (Países Baixos, ca. 1460).

Ars moriendi ("A arte de morrer", em latim) é um título comum a livros de devoção destinados ao preparo de cristãos para uma boa morte. Esses escritos surgiram no início do século V sob diversas formas e versões, permanecendo populares até 1700. 

## Estrutura
A estrutura básica e conteúdo dessas obras permaneceram as mesmas até ao século XVI, quando influências do humanismo, protestantismo e contra-reforma levou a algumas inovações. A principal suposição dos textos iniciais era de que o destino eternos de uma pessoa era decidido no momento de sua morte (salus hominis in fini consistit). O propósito do tratado era auxiliar a pessoa em leito de morte a escapar do inferno ou mesmo do purgatório através de uma penitência genuína.

## Obras
Os textos mais significantes são Opus tripartitum de praeceptis decalogi, de confessione et de arte moriendi de Jean Gerson (1363-1429) e Tractatus ou Speculum artis bene moriendi de Nicolas de Dinkelsbühl (1414-1418).